# Емет (Ајдахо)
Емет (енгл. Emmett) град је у америчкој савезној држави Ајдахо.

## Демографија
По попису из 2010. године број становника је 6.557, што је 1.067 (19,4%) становника више него 2000. године.
| Група             | 2000.         | 2010.         |
| Белци             | 4.704 (85,7%) | 5.503 (83,9%) |
| Афроамериканци    | 4 (0,1%)      | 12 (0,2%)     |
| Азијати           | 24 (0,4%)     | 45 (0,7%)     |
| Хиспаноамериканци | 635 (11,6%)   | 833 (12,7%)   |
| Укупно            | 5.490         | 6.557         |